# بيت هينريتز
بيت هينريتز (بالإنجليزية: Bette Henritze)‏ هي ممثلة أمريكية، ولدت في 23 مايو 1924 في الولايات المتحدة، وتوفيت في 22 فبراير 2018.

## أعمال

### أفلام
- (2002) بعيدا عن الجنة[6][7][8]

## وصلات خارجية
- بيت هينريتز على موقع IMDb (الإنجليزية)
- بيت هينريتز على موقع ألو سيني (الفرنسية)
- بيت هينريتز على موقع أول موفي (الإنجليزية)
- بيت هينريتز على موقع قاعدة بيانات برودواي على الإنترنت (الإنجليزية)
- بيت هينريتز على موقع قاعدة بيانات برودواي على الإنترنت (الإنجليزية)
- بيت هينريتز على موقع قاعدة بيانات الأفلام السويدية (السويدية)
- بيت هينريتز على موقع ديسكوغز (الإنجليزية)
- بيت هينريتز على موقع قاعدة بيانات الفيلم (الإنجليزية)
- بيت هينريتز على موقع كينوبويسك (الروسية)